# Tito Troja

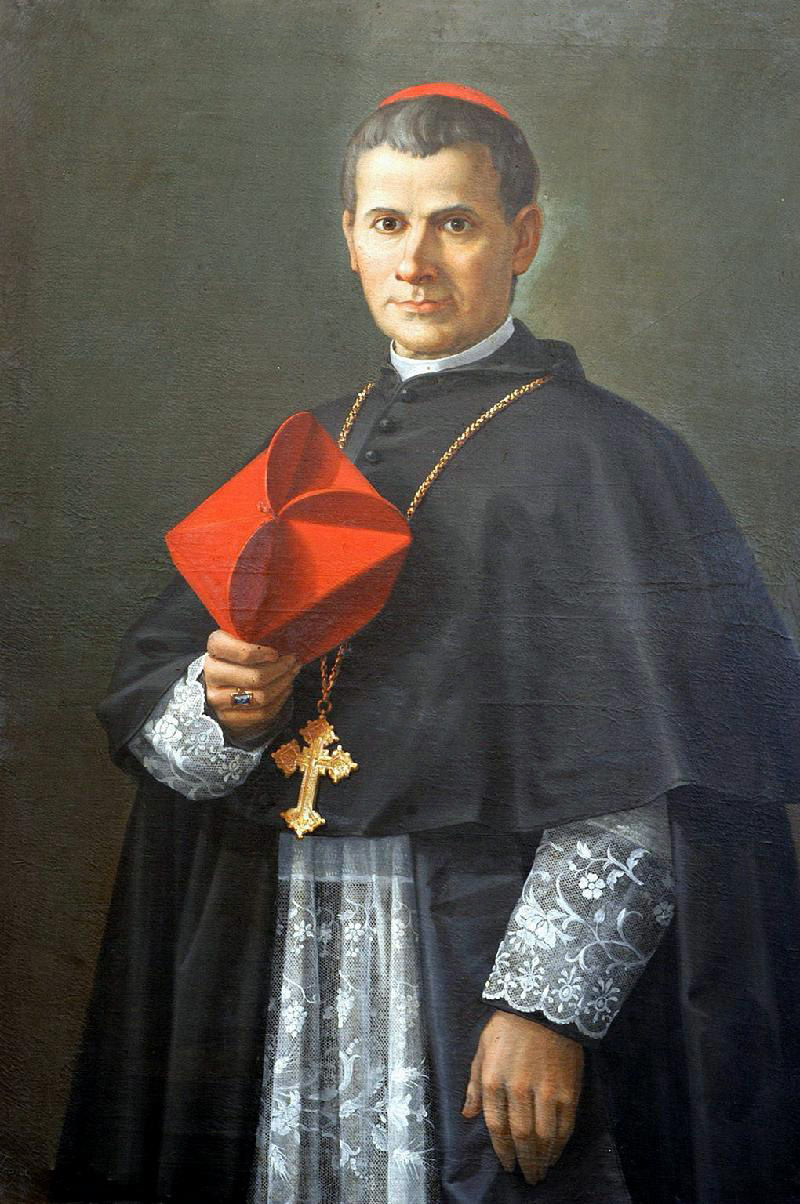
Portrait du cardinal Martinelli, 1884.

Tito Troja, né à Arcinazzo Romano le 14 juillet 1847 et mort à Rome le 12 septembre 1916, est un artiste peintre italien.

## Biographie
Tito Troja est né à Arcinazzo, alors appelée Ponza, une ville qui fait alors partie de l'Abbaye territoriale de Subiaco. Son père, Gesualdo Troja, appartient à une famille de petits propriétaires terriens également dédiés au commerce, tandis que sa mère, Giovanna Lucidi, originaire de Ponza comme son mari, descend d'une famille riche et historique de la région de Sublacense.
Troja fut l'élève du peintre, sculpteur et architecte Luigi Fontana (1827-1908). Entré au séminaire de Subiaco dans sa jeunesse, il manifeste bientôt une vocation plus pour la peinture que pour toute autre chose. Rapporté par le Cardinal Raffaele Monaco La Valette (it), abbé commendataire de Subiaco, au professeur Fontana, a travaillé pendant plus de six ans à Rome avec le célèbre peintre sur les fresques des basiliques des Saints-Apôtres de Rome, San Lorenzo in Damaso et San Salvatore in Lauro. Toujours avec Fontana et le non moins illustre artiste Virginio Monti (it), Tito Troja a également travaillé au Sanctuaire Notre-Dame-du-Bon-Conseil à Genazzano, où l'on peut admirer les douze femmes juives qui préludent à la Nativité de Marie et un magnifique Christ attaché à la colonne, peut-être une des œuvres les plus réussies de Troja.
Gênes, Bari, Pérouse, Savone, Pavie, Andria, Bolsena, Montefalco, Bracciano, Tolentino, etc… possèdent des œuvres très prisées de Tito Troja. À Carpineto dans le diocèse d'Anagni, lieu de naissance du pape Léon XIII, Troja a transformé la maison natale du Successeur de saint Pierre en chapelle. Léon XIII a personnellement approuvé le projet. Certaines de ses peintures se trouvent également à Malte, aux Pays-Bas, en Espagne et en Amérique. À Santiago du Chili, il y a une grande Cène, tandis qu'à Philadelphie, il y a huit grands tableaux avec des épisodes de la vie de saint Augustin.
Mais le nom de Tito Troja est surtout lié au tableau de sainte Rita, vénéré dans le Sanctuaire de Cascia, connu dans le monde entier, peint en 1889. Il était aussi un portraitiste très recherché, on pourrait même le définir comme le peintre officiel des Pères Augustins pour avoir représenté tous les pères généraux, depuis le fondateur saint Augustin jusqu'au père Thomas Rodriguez, le dernier de la série, jusqu'en 1916. Arcinazzo ne possède que les ornements musicaux des panneaux de bois du chœur de Troja, réalisés par un séminariste étudiant. Parmi les portraits, celui grandeur nature du cardinal bénédictin Domenico Serafini, dans la maison d'hôtes de l'abbaye territoriale de Subiaco, se démarque certainement. Dans le Dictionnaire des peintres italiens d'Antonietta Maria Bessone Aurelj, publié en 1928 par les éditions Dante Alighieri (it), Tito Troja est évoqué avec des accents extrêmement flatteurs et émouvants. En 2017 est publiée la première biographie complète du peintre, intitulée Tito Troja, un talentueux peintre d'art sacré, éditée par Josseline Burcard, Antonio Donsanti, Giovanna Mancini et Ilvano Quattrini. Troja meurt à Rome le 12 septembre 1916.